# Каваками, Отодзиро
Каваками Отодзиро (яп. 川上 音二郎); 8 февраля 1864, Фукуока — 11 ноября 1911, Осака) — японский театральный актёр, театральный деятель, активист движения за свободу и народные права.

## Биография
Родился в купеческой семье. После смерти матери в 11-летнем возрасте бежал из дома, пробравшись на грузовой корабль, в Осаку. В 18 лет устроился полицейским в Киото. Увлёкся политикой и был уволен за призывы к демократии. Стал членом Либеральной партии Японии Итагаки Тайсукэ. Многократно арестовывался и попадал в тюрьму, ему запретили публично выступать перед киотской публикой в течение года.
Позже получил актёрское образование и создал свою труппу, стал мастером ракуго.
Актёр комического жанра. Исполнитель юмористических баллад. Участвовал в движении за демократизацию театрального искусства Японии.
В 1891 году основал оригинальную странствующую труппу соси-сибай, близкую по технике исполнения театру Кабуки, но ставящую новые пьесы.
В апреле 1899 года отправился в тур по США, затем в течение следующих двух лет труппа Каваками выступала на театральных сценах в Соединенных Штатах, Лондоне и Париже, став первым японским театральным коллективом когда-либо выступающим на Западе. Одним из членов труппы была девочка-актриса по имени Цуру Аоки — ныне она считается одной из первых азиаток, имевших заметный успех в американском кинематографе.
В 1903 году, вернувшись со своей труппой из гастрольной поездки в Европу и США, Каваками поставил в театре «Мэйдзидза»: «Отелло», «Гамлет», «Венецианский купец», адаптации пьес Метерлинка и других европейских авторов. Спектакли имели успех и способствовали развитию движения за современную драму — сингэки.
В 1907 году пытался организовать «Всеяпонское объединение новых актёров», но ему это не удалось.
Первые пьесы Каваками были политической и националистической направленности.
С 1893 года был женат на гейше, актрисе и танцовщице Садаякко.
Умер от водянки на сцене Императорского театра, куда был перенесён из госпиталя после нескольких дней комы.